# Sonic Shuffle
Sonic Shuffle (ソニックシャッフル, Sonikku Shaffuru) is een videospel uit de Sonic the Hedgehog-franchise. Het spel is ontwikkeld door Sonic Team en Hudson Soft voor de Sega Dreamcast, en was bedoeld als antwoord op het Nintendo partyspel Mario Party.

## Verhaal
Sonic en co belanden in een vreemde wereld genaamd Maginary World, alwaar ze ontdekken dat de schurk Void het land in chaos heeft gestort door de Master Precioustone te verwoesten. Lumina Flowlight, een van de inwoners van Maginary World, wil dat Sonic de orde herstelt.

## Overzicht
In Sonic Shuffle kan de speler een van de hoofdpersonages uit de Sonic-franchise uitkiezen. Het spel ondersteunt één speler in de verhaalmode, en maximaal vier spelers in de Versus mode en de Sonic Room. Spelers kunnen met en tegen elkaar spelen. De spelers moeten minigames spelen om emblemen te verzamelen.
Het hoofddoel van het spel is het verzamelen van de zeven Precious Stones, die in het spel te vinden zijn.
Het spel bevat 8 bespeelbare personages, elk met zijn eigen vaardigheden. Vier van deze personages moeten eerst worden vrijgespeeld.
Het spel bevat 50 minigames.
| 4-speler minigames | 1 vs. 3-speler minigames                                                                               | 2 vs. 2-speler minigames                                      | Speel op volgorde minigames              | Specifieke fase minigames | Fase voltooid minigames                                                  |
| --- | --- | ------------------------------------------------------------- | ---------------------------------------- | --- | ------------------------------------------------------------------------ |
| - Sonicola - Stop and Go - Over the Bridge - Sonic Gun Slinger - Sonic Live - Psychic Sonic - Sonic Tag - Shadow Tag - Frosty Rumble - Great Escape - Egg & The Chicken - Sonic Tank - Fun Fun Sonic - Jump the Snake - Zero G SnapShot - Thor's Hammer - Over the Rainbow - Twister - Number Jump - Egg in space - Tractor Beam Tag | - Wrong Way Climb - Bungee Jump - Manic Maze - Sonic Cooking - Garguntua - Eggbot's Attack! - Sonic DJ | - Sonic the Thief - Shoddy Work - Bucket-o-Rings - Bomb Relay | - Sonic Slot - Sonic Darts - Sonic Hi Lo | - Thru the Tunnel - Ring Lasso - Rapid Climb - Sky Bridge - Croc - Attack - Ring of Fire - Sonic Parasol - Ring Tide - Final Frontier | - Sonic Surfing - Sky Diving - Earthquake - Stop The Train - Void Battle |

## Bespeelbare personages
- Sonic the Hedgehog
- Miles "Tails" Prower
- Knuckles the Echidna
- Amy Rose

Vrij te spelen personages
- Big the Cat
- Chao
- E-102 Gamma
- Super Sonic

## Ontvangst
Sonic Shuffle ontving gemixte recensies. Enkele opmerkingen over het spel waren de gameplay, aantal beschikbare mini-spellen en laadtijden. Sonic Shuffle zou minder mini-spellen hebben dan tegenhanger Mario Party en het zou lang duren voordat een mini-spel, gevecht of duel start.
| Beoordeeld door             | Score       |
| --------------------------- | ----------- |
| Planet Dreamcast            | 55%         |
| IGN                         | 47%         |
| Gamespot                    | 45%         |
| GamePro                     | 80%         |
| Official Dreamcast Magazine | 55%         |
| Gaming Age                  | C           |
| Game Revolution             | B-          |
| Electronic Gaming Monthly   | 5,5/4,0/6,0 |